# Domenico Giambonini
Domenico Giambonini (ur. 11 listopada 1868 w Lugano, zm. 8 sierpnia 1956 w Bellinzonie) – szwajcarski strzelec, medalista olimpijski, wicemistrz świata.
Pochodził z rodziny rusznikarskiej. W 1895 roku wygrał swoje pierwsze międzynarodowe zawody. W latach 1918–1940 zajmował się m.in. trenowaniem, a jako działacz był wiceprzewodniczącym zrzeszenia strzeleckiego kantonu Ticino.
Giambonini raz wystąpił na igrzyskach olimpijskich. Wydarzyło się to w Antwerpii w 1920 roku, gdzie wystartował w dwóch konkurencjach. Uplasował się na 9. miejscu w drużynowym strzelaniu z pistoletu dowolnego z 50 m (osiągając drugi wynik w zespole szwajcarskim), zaś w drużynowym strzelaniu z pistoletu wojskowego z 30 m stanął na najniższym stopniu podium, osiągając tym razem najsłabszy rezultat w drużynie (skład zespołu: Gustave Amoudruz, Hans Egli, Domenico Giambonini, Joseph Jehle, Fritz Zulauf).
Giambonini zdobył też jeden medal na mistrzostwach świata – było to drużynowe srebro w pistolecie dowolnym z 50 m, osiągnięte podczas mistrzostw świata w 1921 roku (skład drużyny: Mathias Brunner, Domenico Giambonini, Hans Hänni, Caspar Widmer, Fritz Zulauf). Uczestniczył także na mistrzostwach świata w latach 1912 i 1914, jednak bez zdobyczy medalowych.

## Wyniki

### Igrzyska olimpijskie
| Igrzyska | Konkurencja                        | Wynik                             | Miejsce | Źródło |
| -------- | ---------------------------------- | --------------------------------- | ------- | ------ |
| IO 1920  | Pistolet dowolny, 50 m, drużynowo  | 2136 pkt. (druż.) 432 pkt. (ind.) | 9       | [ 2 ]  |
| IO 1920  | Pistolet wojskowy, 30 m, drużynowo | 1270 pkt. (druż.) 240 pkt. (ind.) |         | [ 3 ]  |

### Medale mistrzostw świata
Opracowano na podstawie materiałów źródłowych:
| Mistrzostwa | Konkurencja                       | Wynik             | Miejsce |
| ----------- | --------------------------------- | ----------------- | ------- |
| Lyon 1921   | Pistolet dowolny, 50 m, drużynowo | 2465 pkt. (druż.) |         |